# Åbyvallen
 Coordenadas : formato inválido
Åbyvallen é um estádio de futebol localizado em Mölndal, Suécia. 

Tem capacidade para 1 500 pessoas, e recebe os jogos do clube Jitex BK. 